# Edward Stawiarz
Edward Jan Stawiarz (ur. 16 czerwca 1940 w Zakrzowie) – polski lekkoatleta, dwukrotny olimpijczyk. Były prezes WKS Wawelu Kraków.
Startował w biegach długodystansowych i biegu maratońskim. Na mistrzostwach Europy w 1966 w Budapeszcie zajął 12. miejsce w finale biegu na 5000 metrów. Był czwarty na tym dystansie w finale Pucharu Europy w 1967 w Kijowie. Uczestniczył w igrzyskach olimpijskich w 1968 w Meksyku, gdzie odpadł w eliminacjach biegów na 5000 metrów i 10 000 metrów. Na mistrzostwach Europy w 1971 w Helsinkach wystąpił w biegu maratońskim, ale go nie ukończył. Zajął 40. miejsce w maratonie na igrzyskach olimpijskich w 1972 w Monachium.
Był mistrzem Polski w biegu na 10 000 metrów w 1966, 1968 i 1969, a także w biegu maratońskim w 1971, 1972 i 1973. Zdobył srebrne medale w biegu na 5000 metrów w 1965, w biegu na 10 000 metrów w 1970 oraz w biegu przełajowym (6 km) w 1967, a także brązowe medale na 5000 m w 1964, w maratonie w 1974 oraz w biegu przełajowym w 1963 (6 km), 1964 (6 km), 1965 (5 km), 1966 (6 km) i 1972 (12 km).
W latach 1962–1970 wystąpił w dwudziestu meczach reprezentacji Polski (20 startów), odnosząc 6 zwycięstw indywidualnych.
Był rekordzistą Polski w klubowej sztafecie 3 × 1000 metrów (7:19,8, 8 maja 1966, Kraków).
Rekordy życiowe Stawiarza:
| Konkurencja                        | Data i miejsce           | Wynik     |
| ---------------------------------- | ------------------------ | --------- |
| bieg na 800 metrów                 | 19 września 1966, Kraków | 1:51,4    |
| bieg na 1000 metrów                | 11 maja 1966, Wałcz      | 2:24,2    |
| bieg na 1500 metrów                | 10 lipca 1966, Wrocław   | 3:44,9    |
| bieg na 3000 metrów                | 25 czerwca 1967, Poznań  | 8:03,2    |
| bieg na 5000 metrów                | 20 lipca 1968, Leningrad | 13:46,2   |
| bieg na 10 000 metrów              | 21 lipca 1968, Leningrad | 28:54,2   |
| bieg na 3000 metrów z przeszkodami | 11 lipca 1966, Wrocław   | 8:58,2    |
| bieg maratoński                    | 25 czerwca 1972, Dębno   | 2:18:35,8 |

Był zawodnikiem LZS Olszanica (1958-1960) i Wawelu Kraków (1960-1975). Po zakończeniu kariery został trenerem i działaczem sportowym. Był członkiem zarządu Polskiego Związku Lekkiej Atletyki. Jest odznaczony Krzyżem Kawalerskim Orderu Odrodzenia Polski (1999) oraz Srebrnym Krzyżem Zasługi.